# St. Karl Borromäus (Antwerpen)

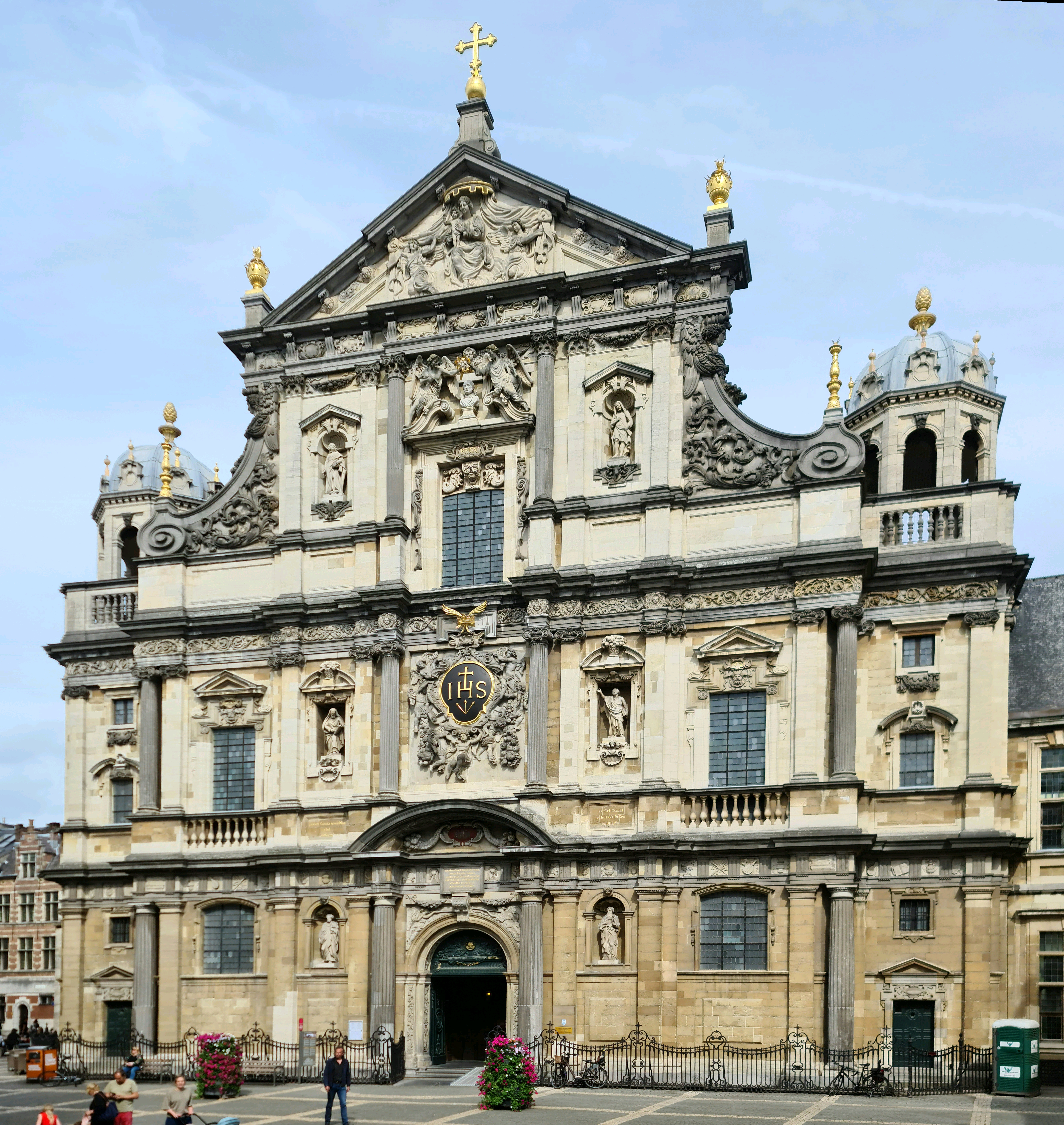
St. Karl Borromäus (Antwerpen)

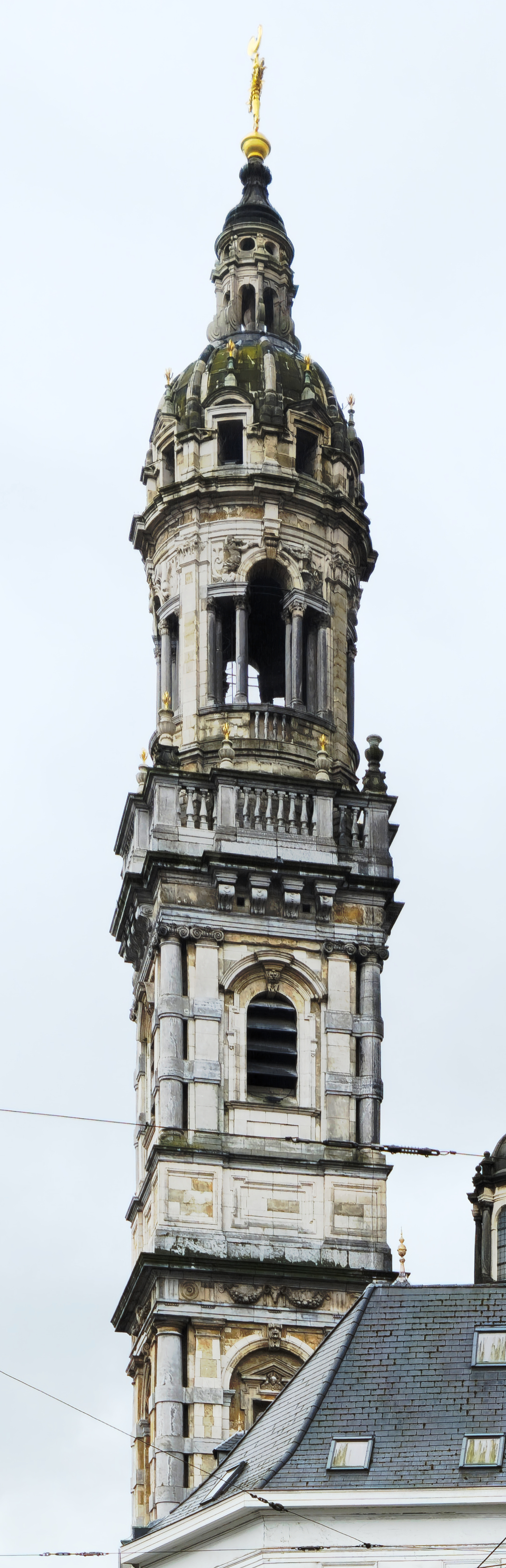
Turm

Innenansicht

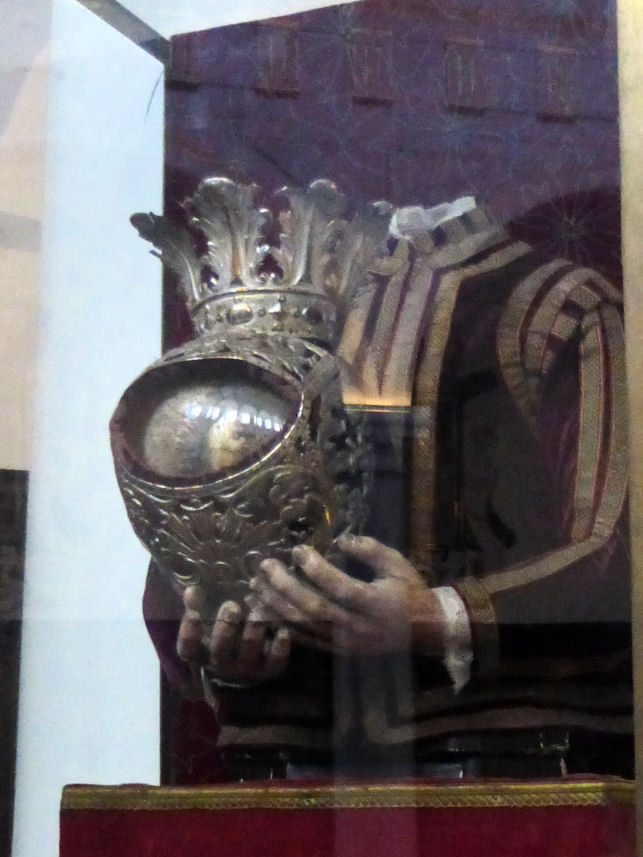
Reliquien von Sankt Justus von Beauvais

Blick zur Orgel

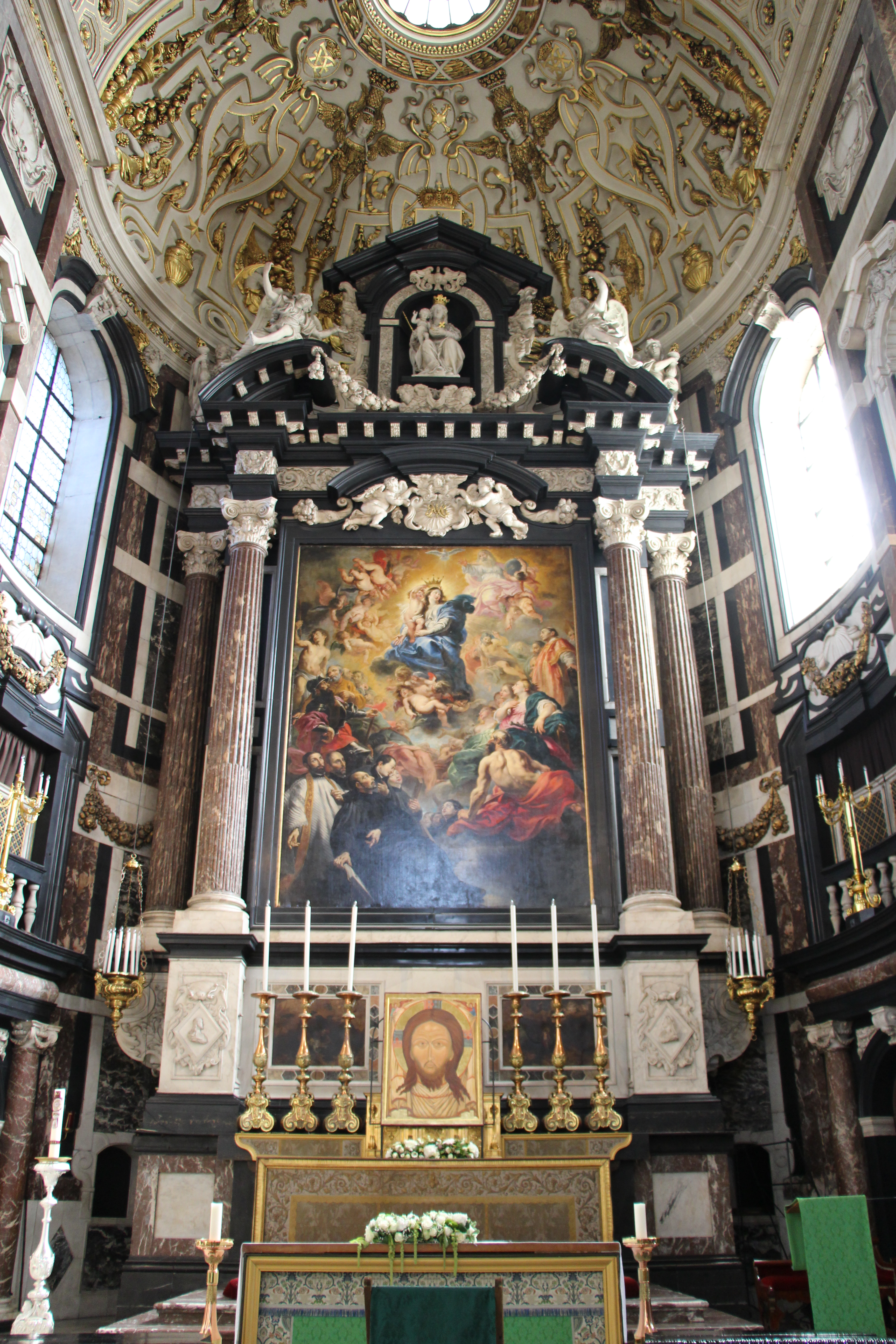
Hauptaltar

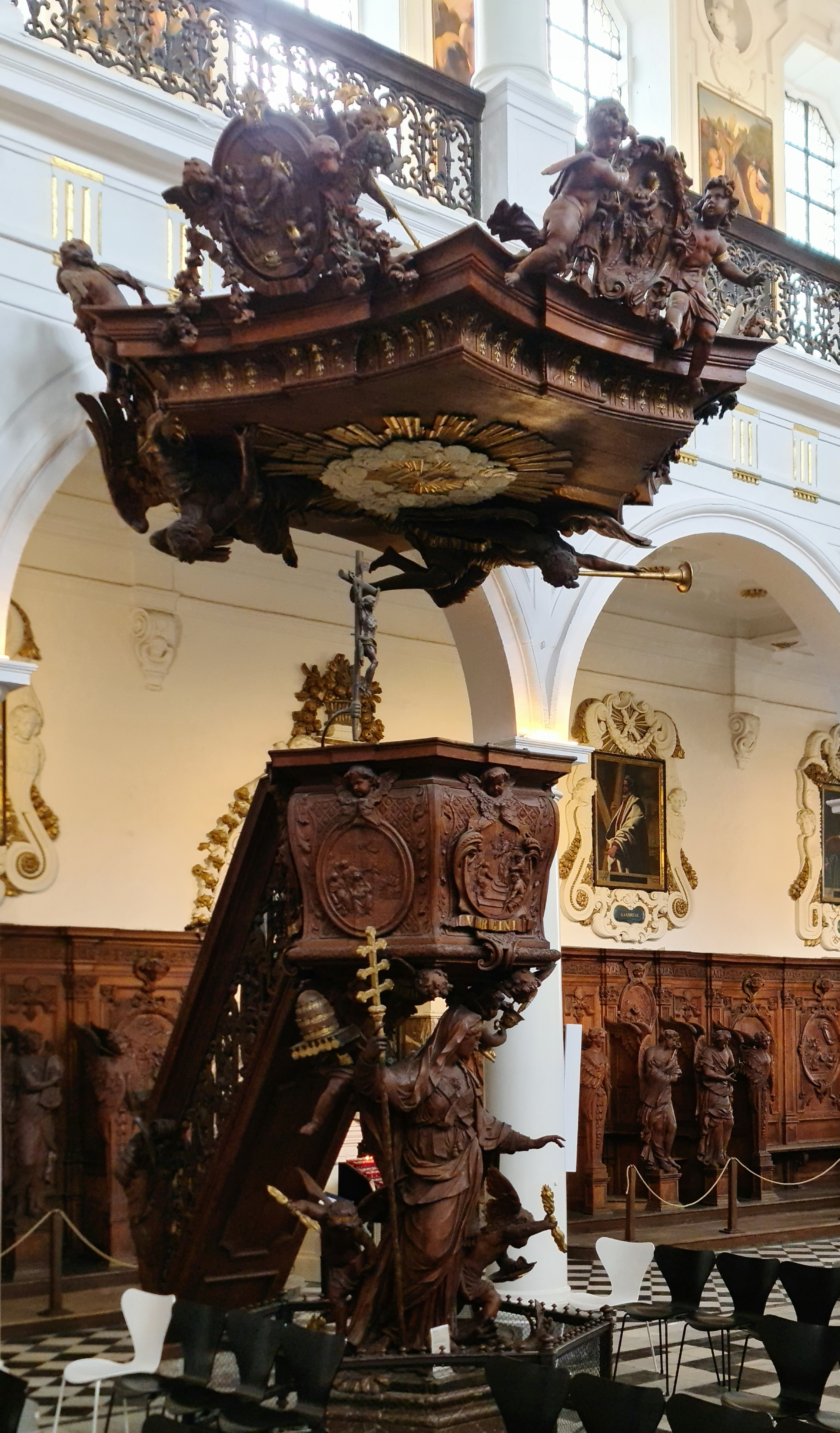
Kanzel

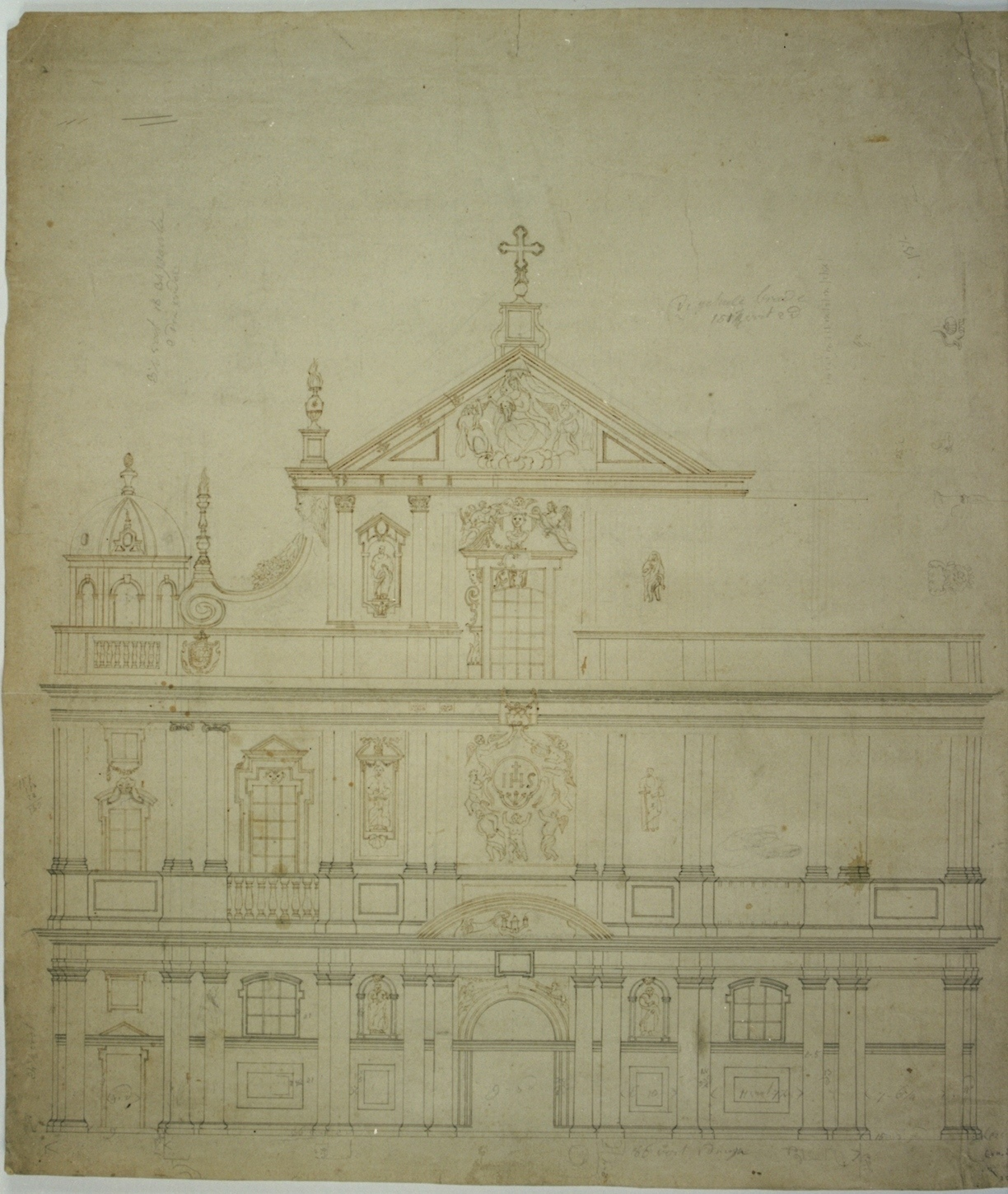
Anonym, Fassadenplan der St.-Karl-Borromäus-Kirche in Antwerpen, Plantin-Moretus-Museum (Leihgabe des Heritage Fonds)

Die römisch-katholische Kirche St. Karl Borromäus (niederländisch Sint-Carolus Borromeus-Kerk) am Hendrik Conscienceplein in Antwerpen ist eine Pfarrkirche und ehemalige Jesuitenkirche im Barockstil und ein geschütztes Kulturdenkmal.

## Geschichte
Nach den Wirren der Reformation und beginnenden Gegenreformation entschied sich der Jesuitenorden während des Zwölfjährigen Waffenstillstandes im Achtzigjähriger Krieg eine Kirche in Antwerpen erbauen zu lassen, die zwischen 1614 und 1621 errichtet wurde.
Die Baupläne dazu stammten von Mitgliedern des Ordens, wie Rektor François d’Aguilon aus Brüssel (1566–1617) und später Bruder Pieter Huyssens aus Brügge (1577–1637).
Geweiht wurde die Kirche am 12. September 1621 der hl. Jungfrau Maria und dem seligen Ignatius.
Nach der Heiligsprechung des Ignatius von Loyola nannte man die Kirche St. Ignatius.
Für den Bau und die Ausgestaltung wurden Geldmittel von außergewöhnlichem Umfang verwendet, was der Kirche den Spitznamen „Marmortempel“ einbrachte. Da Probst Jacob Tirinus sich vom Generalabt in Rom zur Mäßigung bewegen ließ, tauschte man ihn aus.
Die Kirche war der ganze Stolz der Stadt und wurde in einigen Gemälden und Grafiken in seinem damaligen Zustand für die Ewigkeit dokumentiert.
Reiseberichte des 17. und 18. Jahrhunderts bezeugen die Anziehungskraft des Sakralbaus.
Am 18. Juli 1718 schlug ein Blitz in die Kirche ein. Das dadurch entstehende Feuer vernichtete einen großen Teil der Kirche und ihrer Ausstattung sowie die 39 Deckenmalereien von Peter Paul Rubens.
Jan Pieter van Baurscheit der Ältere leitete den Wiederaufbau der Säulenbasilika, die drei Jahre Später ihre Pforten öffnete.
1773 hob der Papst auf Druck weltlicher Machthaber den Jesuitenorden auf und sämtlicher Besitz wurde konfisziert.
Einige Jahre später wurde die Antwerpener Kirche zu einem Ort der Katechese bestimmt und nach dem Konkordat mit Napoleon wurde sie 1803 zur Pfarrkirche St. Karl Borromäus und somit dem Heiligen der Katechese geweiht.
König Wilhelm I. wollte die Kirche den Protestanten übertragen, woraufhin die Kirchengemeinde Geld sammelte, um die Kirche zu kaufen, woraufhin man auch die Fassade restaurieren ließ.
Eine weitere Restaurierung erfolgte in den 1980er Jahren, wobei man versuchte dem ursprünglichen Bau vor 1718 nahe zu kommen.

## Inneneinrichtung und Kunstschätze
Das Kirchenschiff ist geräumig und vermittelt einen Eindruck von Ruhe und Wohlstand. Sie wird von Seitenschiffen in der Art einer Basilika flankiert, deren obere Emporen von eleganten Säulen getragen werden (die vor dem Brand von 1718 aus Marmor waren). Breite Fenster, die sich zu diesen oberen Emporen hin öffnen, lassen reichlich Licht in die Kirche.
Der Chor ist vom Kirchenschiff durch eine bemerkenswerte hölzerne Kommunionbank aus dem 18. Jahrhundert getrennt, die mit Motiven verziert ist, die an das eucharistische Brot der Heiligen Kommunion erinnern. An beiden Seiten der Apsis befinden sich die Strahlenkapellen mit Seitenaltären. Der Altar auf der linken Seite ist dem „Apostel Indiens“, dem heiligen Franz Xaver, gewidmet, der auf der rechten Seite der Jungfrau Maria.
In der Mittelapsis ist der Hochaltar mit einem Gemälde versehen. Zu diesem Zweck gab es vier Bilder, darunter die Kreuzerhöhung von Gerard Seghers (1591–1651) und eine Krönung Mariens von Cornelis Schut (1597–1655) – aus der Antwerpener Schule. Früher trugen die beiden Altarbilder Die Wunder des heiligen Ignatius von Loyola und Die Wunder des heiligen Franz Xaver von Rubens zur Berühmtheit dieses Altars bei, heute zeigt das Kunsthistorische Museum in Wien diese beiden Meisterwerke. Dank eines sinnreichen Seilzugsystems (das in mehreren Jesuitenkirchen zu finden ist) konnten die vier Altarbilder je nach den Festen des Kirchenjahrs abwechselnd ausgestellt werden. Die beiden weiteren Werke und die Madonna von Karmel von Gustaaf Wappers aus dem 19. Jahrhundert werden nach demselben Prinzip ausgetauscht. Dreimal im Jahr, am Aschermittwoch, Ostermontag und im August, werden die Bilder bei einer vielbesuchten Bildertauschfeier gewechselt.
Über dem St.-Josef-Altar prangte das Werk Die Rückkehr der Heiligen Familie aus Ägypten von Rubens, gemalt um 1620 und gestiftet vom Bürgermeister Nicolaas Rockox für die Kirche. Nach dem Breve von Papst Clemens XIV. im Jahr 1773, das zur Aufhebung des Jesuitenordens führte, gelangte das Werk auf mehrere Auktionen, die erste am 20. Mai 1777 in Antwerpen, später 1829 in Brüssel und 1830 in London. Im Jahr 1871 gelang es dem damals entstehenden Metropolitan Museum of Art in New York, das Werk zu erwerben. Nach einer Auktion bei Christie’s im Jahr 1980 gelangte das Werk jedoch wieder in Privatbesitz. Im Jahr 2011 konnte die Kirchenverwaltung der Karl-Borromäus-Kirche mit finanzieller Unterstützung durch ein Vermächtnis aus dem Nachlass von Johanna Damen das Werk bei einer erneuten Auktion erwerben und gründlich restaurieren lassen. Seit dem 23. Juni 2017 hängt das 400 Jahre alte Werk nach 240 Jahren Abwesenheit wieder an seinem ursprünglichen Platz in der Kirche.
Die Wände der Seitenschiffe sind bis zu einer Höhe von vier Metern vertäfelt. Eine ganze Serie von ovalen Medaillons zeichnet in 40 Szenen das Leben der beiden Gründer des Jesuitenordens, des heiligen Ignatius und des heiligen Franz Xaver, nach.
Die Beichtstühle sind mit lebensgroßen Statuen von Engeln und Figuren geschmückt, die an die großen Themen des Christentums erinnern: die Vergebung der Sünder, der barmherzige Samariter, der verlorene Sohn, der Tod, und andere.
Die Kanzel wird von einer weiblichen Personifikation der über die Ketzerei triumphierenden Kirche getragen. Die Wände des Korbs und des Schalldeckels sind mit zwölf Szenen aus dem Leben der Jungfrau Maria verziert.
Zwei große Seitenkapellen, eine auf jeder Seite der Kirche, sind jeweils dem Heiligen Ignatius von Loyola und der Jungfrau Maria gewidmet. Auch die kleineren Kapellen sind reich an Kunstschätzen aus der Zeit von Rubens und seiner Zusammenarbeit mit den Antwerpener Jesuiten: das Monogramm IHS an der Decke, Gemälde von Daniel Seghers und anderen.
Die Orgel wurde 1722 von Carolus Dillens erbaut und hat heute nach mehrfacher Vergrößerung und Erneuerung 28 Register auf zwei Manualen und Pedal.

## Brände
Am 18. Juli 1718 brach in der Kirche nach einem Blitzeinschlag ein Brand aus. Der Innenraum wurde stark beschädigt. Unter anderem gingen 39 Deckengemälde verloren, die Rubens mit Unterstützung von Van Dyck angefertigt hatte. Nach dem Brand erhielt die Kirche eine neue, nüchternere Innenausstattung nach einem Entwurf von Jan Pieter van Baurscheit dem Älteren.
Am 30. August 2009 wurde die Kirche erneut durch einen Brand beschädigt. Gegen 6:30 Uhr gab der Rauchmelder Alarm, die Feuerwehr war schnell zur Stelle. Es wurden zwei Feuer gefunden, beide in der Nähe des Altars, eines auf der linken Empore, eines auf der rechten Empore. Das Feuer war schnell unter Kontrolle und die meisten Kunstwerke wurden weder durch Flammen noch durch Löschwasser direkt beschädigt. Im Jahr 2017 waren die umfangreichen Restaurierungsmaßnahmen zur Beseitigung der indirekten Brandschäden beendet.

## Baumeister
- Ursprünglich entworfen von François d’Aguilon und Pieter Huyssens
- Renovierung nach Brand von Jan Pieter van Baurscheit dem Älteren
- Renovierung nach einem Entwurf von F. Berckmans (1849–1864)
- Reparatur nach dem Entwurf von Jules Bilmeyer (1912–1916 und 1917–1920)
- Restaurierungskampagne von Jozef-Louis Stynen (1969–1972 und 1981–1987)

## Archiv
Im Staatsarchiv von Antwerpen-Beveren können etwa 20 laufende Archivmeter der St.-Karl-Borromäus-Kirche eingesehen werden. Die bemerkenswertesten Stücke sind die Pläne für den Bau der Barockkirche und eine Sammlung von Zeichnungen von Mobiliar und Ornamenten.